# Salahaddin University
Salahaddin University är ett universitet i irakiska Kurdistan benämnd efter den kurdiska kejsaren Saladin.   Det ligger i distriktet Arbil och provinsen Arbil, i den norra delen av landet, 300 km norr om huvudstaden Bagdad. Salahaddin University ligger 414 meter över havet.